# Zamalek Sporting Club (handball)
Ne doit pas être confondu avec Zamalek.
Cet article concerne le club de handball. Pour les autres clubs, voir Zamalek Sporting Club, Zamalek Sporting Club (basket-ball) et Zamalek Sporting Club (volley-ball).
Maillots
La section handball du Zamalek Sporting Club (en arabe : نادي الزمالك لكرة اليد) est un club de handball fondé en 1958 au Caire en Égypte. Évoluant dans le Championnat d'Égypte sans interruption depuis 1976, il est champion à 19 reprises et est ainsi le deuxième club le plus titré derrière son rival, l'Al Ahly SC. Zamalek a également remporté 16 Coupes d'Égypte.
Sur la scène internationale, le club a régulièrement participé à de nombreuses compétitions continentales, remportant en 2019 son 12e titre en Ligue des champions. Le club a aussi participé cinq fois à la Coupe du monde des clubs avec notamment une troisième place en 2010.

## Palmarès

### Handball masculin
Compétitions nationales

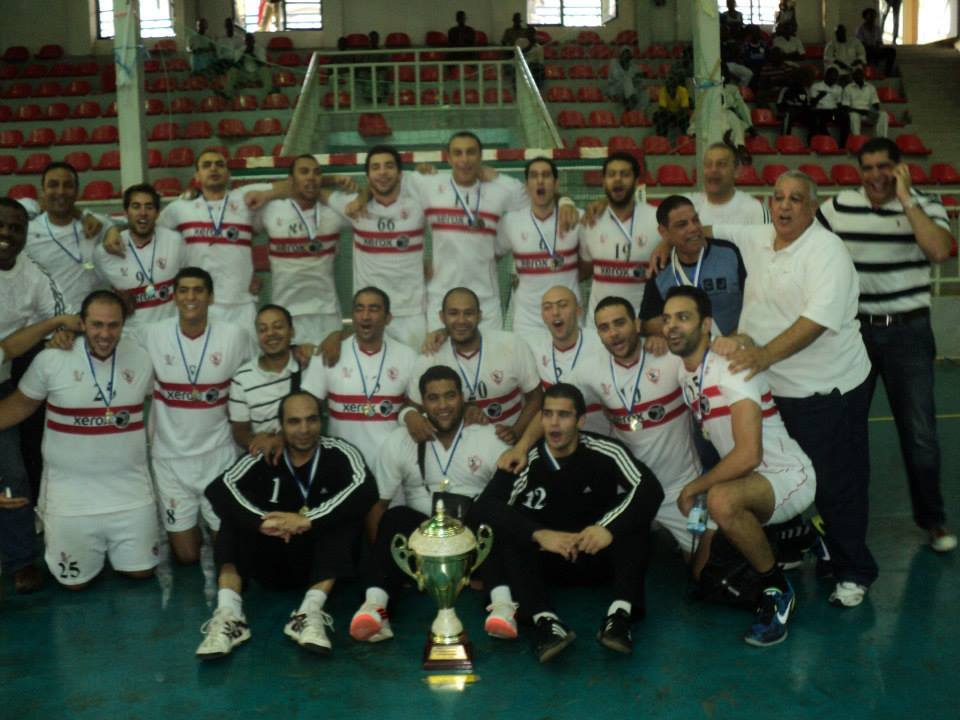
L'équipe victorieuse de la Ligue des champions 2011.

- Vainqueur du Championnat d'Égypte (19) : 1977, 1979, 1981, 1983, 1985, 1990, 1991, 1995, 1996, 1999, 2001, 2005, 2009, 2010, 2016, 2019, 2020, 2021, 2022
- Vainqueur de la Coupe d'Égypte (16) : 1986, 1991, 1992, 1994, 1999, 2001, 2002, 2004, 2006, 2007, 2008 , 2016
- Vainqueur de la Supercoupe d'Égypte (6) :  2001, 2002, 2006, 2007, 2008, 2009

Compétitions continentales
- Ligue des champions
  - Vainqueur (12) : 1979, 1980, 1981, 1986, 1991, 2001, 2002, 2011, 2015, 2017, 2018, 2019
  - Finaliste (2) : 2012 et 2022.
- Coupe des vainqueurs de coupe
  - Vainqueur (7) : 1985, 2009, 2010, 2011, 2016, 2022 et 2023
  - Finaliste (2) : 1987, 2012
- Supercoupe d'Afrique
  - Vainqueur (6) : 2002, 2010, 2011, 2012, 2018, 2019, 2021.
  - Finaliste (3) : 2016, 2017, 2022, 2023, 2024

Compétitions régionales
- Championnat arabe des clubs champions
  - Vainqueur (1) : 1999.
  - Finaliste (3) : 1997, 2000, 2022 (en).

Compétitions internationales
- Troisième de la Coupe du monde des clubs en 2010

### Handball féminin
- Finaliste de la Coupe d'Égypte en 2022[3]

## Personnalités liées au club
Parmi les personnalités liées au club, on trouve :
- Ahmed El-Ahmar
- Ahmed El-Attar (en)
- Hassan Kaddah (en)
- Mohamed Mamdouh
- Yahia Omar
- Mohammad Sanad
- Hussein Zaky